# 布拉什 (吉伦特省)
布拉什（法語：Brach，法語發音：[bʁaʃ]）是法国阿基坦大区吉伦特省的一个市镇，属于波尔多区。

## 地理
布拉什（45°2'28"N, 0°56'16"W）面积28.61 平方千米，位于法国新阿基坦大区吉倫特省，该省份为法国西南部沿海省份，是法國本土面积最大的省，北起滨海夏朗德省，西临大西洋，南至朗德省，东南接洛特-加龍省，东临多爾多涅省。
与布拉什接壤的市镇（或旧市镇、城区）包括：卡尔康、拉卡诺、利斯特拉克梅多克、圣埃莱娜。

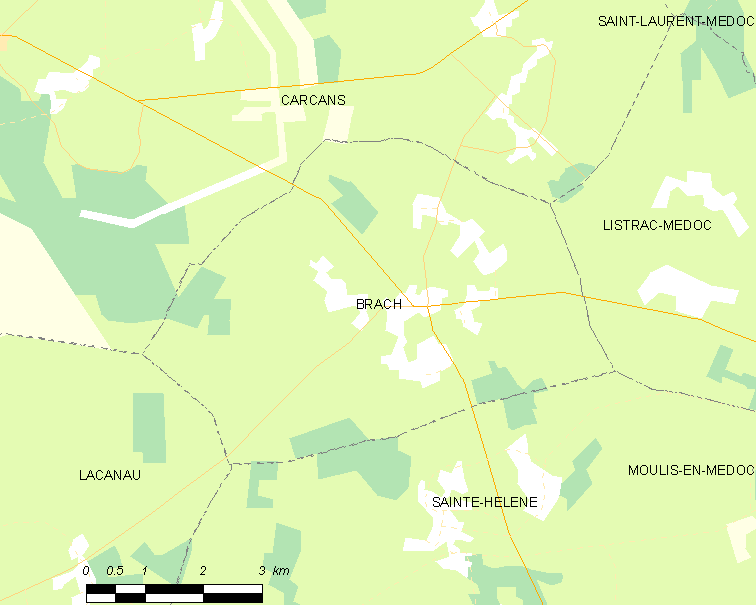
的OSM定位图

布拉什的时区为UTC+01:00、UTC+02:00（夏令时）。

## 行政
布拉什的邮政编码为33480，INSEE市镇编码为33070。

## 政治
布拉什所属的省级选区为南梅多克县。

## 人口

1962-2008年间人口变化图示

布拉什于2022年1月1日时的人口数量为881人。